# Специална тактика
Специална тактика е научна и учебна дисциплина, която изучава характерните черти на високорисковите ситуации в дейността на полицейските и специални служби по защита на националната сигурност.
Използвайки общонаучни и специални методи, се формулират принципи, правила и процедури за избор на вариант за действие за неутрализиране на заплахи за националната сигурност и защита на правата на гражданите.
Типични високорискови ситуации са: задържане на въоръжени извършители на престъпления; неутрализиране на терористи и взривни устройства, използвани от терористи и други престъпници; възстановяване на обществения ред.
Сред първите изследователи в областта на специалната тактика в България са Илия Антонов, Сергей Куртев, Иван Станчев и Кръстю Кръстев.
Преподава се в учебните заведения на министерството на вътрешните работи и Националния военен университет „Васил Левски“. Прилага се в практиката от всички служители с полицейски правомощия, служителите на специализирания отряд за борба с тероризма, военна полиция, формирования на българската армия, участващи в мисии на НАТО, ООН и други международни организации.